# 寂寞之井
《寂寞之井》，又译《孤寂深渊》（英語：The Well of Loneliness）是1928年英國作家瑞克里芙·霍爾所著的女同性戀小說。故事描述出身上流家庭的英格蘭女子史提芬·戈登，自幼便表現出她的「反性別行為」（即同性戀）。她在一次大戰擔任救護車司機時，結識並愛上了瑪莉·盧埃林，但卻遭到社會孤立、排斥。小說中史提芬的「反性別行為」是天生、與生俱來的，霍爾並為此明確懇切的表示道：「也給我們生存的權利。」
《寂寞之井》成了一連串風潮中的眾矢之的，《週日快報》編輯詹姆士·道格拉斯評論道：「我寧可給健康男孩或女孩一瓶氰化氫，也不會讓他們接觸這本小說。」而小說中僅有的一幕性愛情節只含蓄寫道「而那晚，她們未被分割」，卻被英國法院以「婦女間的反常行為」罪名，斷定猥褻。在美國，《寂寞之井》的合法性亦受紐約州與海關法庭質疑，但最後並未遭禁。
媒體對《寂寞之井》官司的關注提高了英國與美國文化中女同性戀者的能見度。數十年來，《寂寞之井》一直是英國最具名的女同性戀者小說，同時也是年輕人欲查女性同性戀資訊的首要來源。有些讀者重視、肯定《寂寞之井》，有些則批評史提芬自我憎恨的感情。《寂寞之井》宣揚女同性戀者是「男人婆」或穿異性服裝的女性一事也備受爭議。有些評論家現爭辯指史提芬應屬易性癖者。
儘管鮮少評論家將《寂寞之井》視為高水準文學作品，它對性徵與性別的論述仍持續激起議論與研究。

## 背景
1926年，瑞克里芙·霍尔的职业生涯达到顶峰。她的小说“亚当的种子”成为当时的畅销书，描写的是一位意大利领班心灵觉醒的故事；很快凭借这部小说，霍尔获得了费米娜奖（法国著名文学奖）和詹姆斯·泰特·布莱克纪念奖（英国最古老的文学奖）。在很早之前，霍尔就构造要创造一部描写同性恋的小说，现在，依靠她在文学界所取得的成就，她相信时机已经成熟。虽然她知道她正在冒险，可能会因此招来流言蜚语和“颠覆整个职业生涯”。在创作这部小说之前，她从搭档尤娜.温琴佐那里寻求到了祝福。霍尔创作这部小说的目的指向了社会和政治，她希望公众不再对同性恋保持沉默，能给同性恋者“更多包容，更多理解” -- 并希望“处于各个阶层的同性恋能通过自己的努力工作创造美好生活，能有节制并有用的生活。”
在1928年4月，霍尔告诉她的编辑，要求编辑能从出版商那里获得全部的授权，她不允许她的新作有任何改动。“我手下的笔已经指向了这个世界上最受压迫，最不被人理解的群体，据我所知，在我这部小说之前，从来没有人做过类似的尝试。”

## 故事梗概
书中的主人公史提芬·戈登（Stephen Gordon）在维多利亚时代末期生于伍斯特郡的一个上流家庭，家人本来期望降生的会是个男孩，所以在对史提芬施洗礼时，就用之前起好的男孩名字为她命名。在刚出生时，史提芬的身体就与众不同，她是个“盆骨窄小，肩膀宽阔，像个小蝌蚪一样的小婴儿”。身为女孩，她却不喜欢裙装，总想要将头发剪短，渴望成为一个男孩。七岁时，史提芬爱上了一个叫柯林斯（Collins）的女佣，看到柯林斯与一名男仆亲吻，让史提芬深受打击。
史提芬的父亲菲利普爵士（Sir Phillip）对女儿十分宠爱，他试图通过卡尔·亨利希·乌尔利克斯
（Karl Heinrich Ulrichs）的作品来了解女儿。卡尔是首位描写同性恋理论的近代作家，不过他并没有跟女儿探讨这方面的问题。史提芬的母亲安娜夫人（Lady Anna）对女儿冷漠疏远，她将史提芬视作菲利普爵士的“充满瑕疵的，不起眼的翻版”。史提芬十八岁时与一位加拿大人马丁（Martin Hallam）建立起亲近的友谊关系，但是当马丁跟史提芬说他爱她时使史提芬震惊不已。第二年冬天，菲利普爵士被倒塌的树砸伤，在弥留之际，爵士试图跟安娜女士解释史提芬性别错位的问题，但是最终没有说明就去世了。

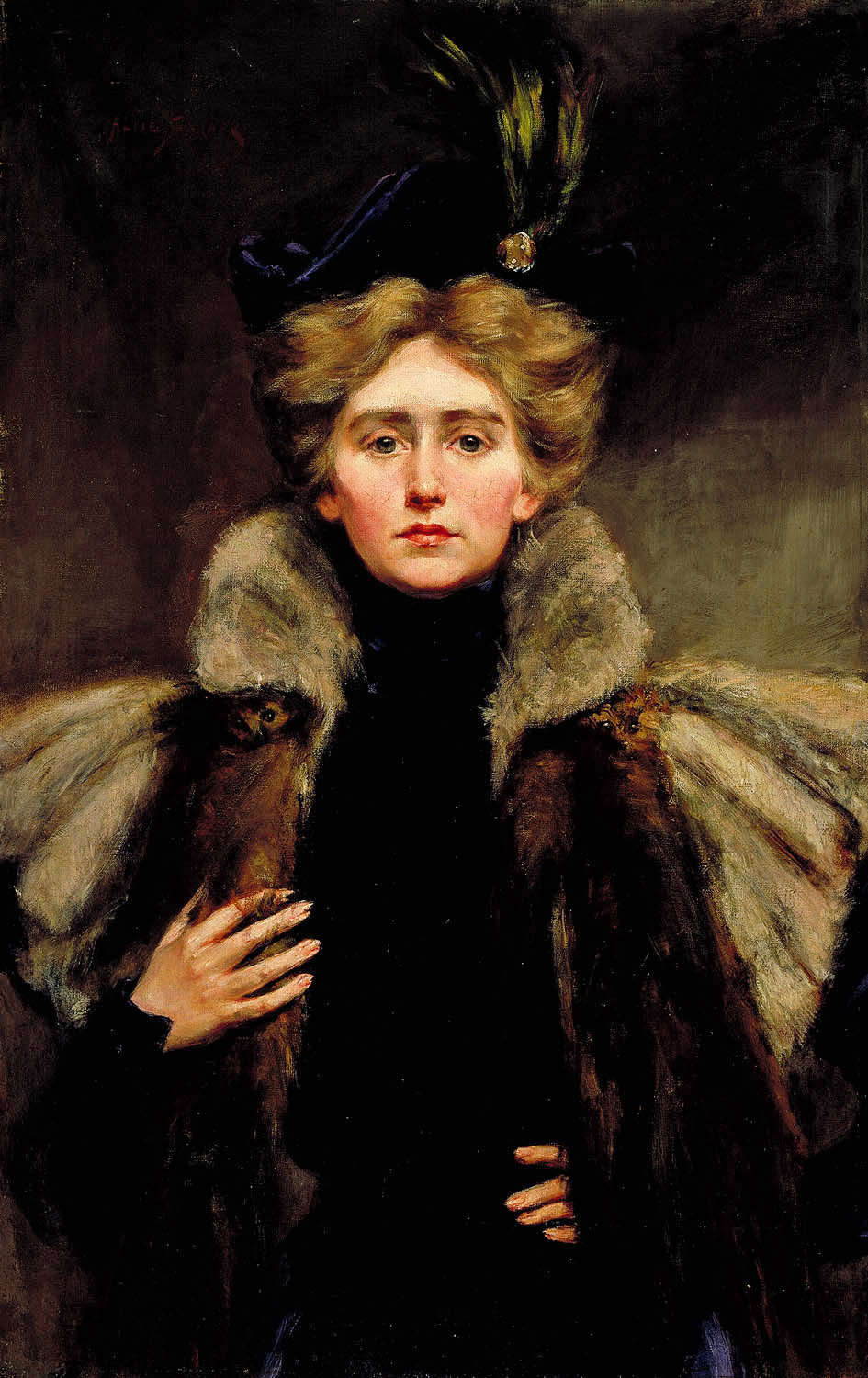
娜塔莉巴尼（Natalie Barney）是一位居住在巴黎的美国人，她在巴黎有一间文艺沙龙，是以Valerie Seymour的沙龙为原型。

不像其他女孩那样做裙子穿，史提芬开始穿由裁缝制作的男士服装。在二十一岁时，她爱上了新搬来的美国邻居的妻子安吉拉（Angela Crossby）。安吉拉把史提芬当作驱散无聊的消遣，她跟史提芬的亲吻也仅限于“学校女生之间蜻蜓点水式的亲吻”。随后史提芬发现安吉拉跟一个男人有染。因为害怕史提芬会揭发自己，安吉拉便把史提芬写给自己的信给丈夫看，她的丈夫将信抄写了一遍寄给了史提芬的母亲。安娜女士指责史提芬“胡乱使用爱这个词来表达你那不正常的思维，不约束自己的肉体这些欲望。”史提芬的回信中写道，“因为我的父亲深爱着您，我也爱您。安吉拉就是在我脑海中想象无数次的妻子的样子，这种感觉真是非常非常的棒”。在与母亲争吵后，史提芬来到父亲的书房，第一次打开了父亲上锁的书柜。她找到一本克拉夫特艾宾（Krafft-Ebing）的关于同性恋和性倒错的内容的书籍，并通过阅读此书明白自己是性倒错者。
史提芬动身搬到伦敦并写出第一本广受欢迎的小说。但是她的第二本小说卖的却不是很理想。她的好友兼剧本作家乔纳森（Jonathan Brockett）也是一名性错位者，他鼓动史提芬前往巴黎，通过感受一段更充实的生活提高她的写作能力。也是在巴黎，史提芬第一次真正的接触到城镇性错位者的文化生活，见到了女同性恋沙龙的主办人Valérie Seymour。在一战期间，史提芬加入了救护队在前线服务，并得到了法国军工十字章。就在那个时候，她与一位年轻的司机玛丽（Mary Llewellyn）相爱。在战争结束后，两人就同居了。最初两人在一起很开心，但史提芬写作的时候让玛丽感觉很孤独。由于正常社会不能接受，玛丽沉醉于巴黎的同性恋者的夜生活中。史提芬觉得玛丽变得冷漠且充满怒气，对于自己无法给她一个“更加完整而正常的生活”感到无能为力。
现今马丁住在巴黎，与史提芬重新建立起友谊关系。随着时间的推移，马丁爱上了玛丽。史提芬认为自己无法给玛丽幸福，她就假装跟Valérie Seymour有染，以此让玛丽对自己死心去投入马丁的怀抱。小说的最后，史提芬对神帝祷告说到：“也请给我们这样的人（同性恋者）在社会中存在的权利！”

## 自传与其他来源
虽然二十世纪七、八十年代的一些作家把《寂寞之井》当成是稍稍遮掩的自传，霍尔的童年与史蒂芬的童年少有相似。安吉拉·克罗斯比可能是霍尔年轻时交往过的众多女子的混合体，但是玛丽并不像霍尔的搭档尤娜·特鲁布里奇。玛丽缺少对外界的兴趣，因此当史蒂芬在工作时，她常无所事事。但是尤娜是一个杰出的雕刻家，是她把科莱特的小说翻译成英文。霍尔称从自己身上只是提取“反性别行为者典型的基本情感”。

### 第一次世界大战
虽然霍尔在“作者注”中否认史蒂芬参加的救护车单位有任何现实根据，但是她很大程度上借鉴了朋友图皮·洛瑟在战争时的经历，她当时担任法国战场前线唯一女子兵团的指挥官之一。洛瑟，与史蒂芬一样，来自一个贵族家庭，穿戴偏于男性化，是个了不起的击剑手。随后几年，她表示史蒂芬的角色是以她为原型，这在某程度上是属实的。
在《寂寞之井》中，战争工作给予了同性恋女子可被公众接受的职责。叙述的旁白诉说着她们的贡献不该被遗忘并预测她们将不再躲躲藏藏：“在那些糟糕的年头，一个营成立了，此后，它将永远无法彻底解散。”后来这一军事比喻继续在小说中出现，在战后的巴黎，这些同性恋女子反复被称为“迷惘的军队”。霍尔援引迷惘的士兵的形象来描绘因社会遗弃者的身份而心理受创的同性恋人群：“炸弹并不能让反性别行为者惊慌，相反，来自上帝的乖顺臣民体内沉默的炮轰才恐怖。”

### 巴黎同性恋子文化
在霍尔生活的时代，巴黎因拥有相对较大且可见的同性恋社区有名，部分原因是法国与英国不同，没有禁止男同性恋的法律。当史蒂芬在朋友乔纳森·布洛基的催促下第一次到巴黎时，她没有对任何人提自己是同性恋的事。布洛基的原型是诺埃尔·考沃德。布洛基是此次旅途的导游，他通过提到有关玛丽·安托瓦内特与德兰巴拉公主的关系的传闻来暗示在这座城市有同性恋的秘密历史。

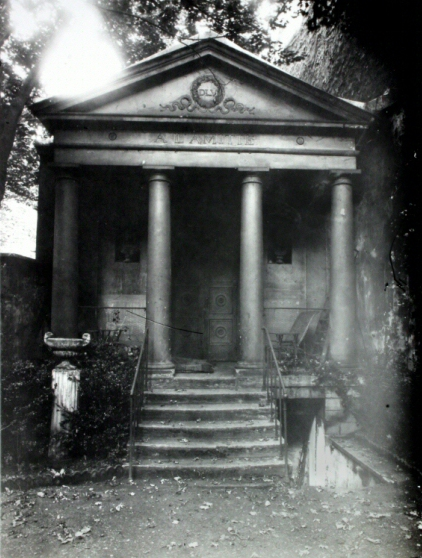
20岁时在位于雅各布街的娜塔莉·巴尼家中友谊之塔

布洛基随后把史蒂芬介绍给瓦莱里·西摩，正如她的原型娜塔莉·克利福德·巴尼一样，瓦莱里是一文学沙龙的女主持人，参与的许多宾客都是同性恋女子或男子。就在此次会面后不久，史蒂芬宣布她已决定在巴黎定居，她买下的房子在雅各布街，也就是巴尼居住并举办沙龙的街道，而房子的杂草丛生的花园的一角有一座塔。然而，史蒂芬堤防着瓦莱里，直到战后才又拜访她的沙龙，那时布洛基劝她说玛丽变得太过与外界隔绝。
她发现瓦莱里是一个难以摧毁的人，她极善于赐予其他人自尊的感觉，至少是暂时的：“当人们聚集到瓦莱里·西摩身边时，每个人都感到了正常与勇敢。”当史蒂芬的疑虑“成瘾”，她与玛丽被引向更深的巴黎同性生活的阴郁国度。在亚力克的酒吧——在令人沮丧的一些夜总会中最糟的一个——她们遇到了“受创后只剩下残余躯壳的人，他们鄙视这个世界，必须超越一切希望地鄙视自己，这似乎，才是救赎。”

## 宗教、哲学及科学内容

### 基督教和唯灵论
霍尔于1912年皈依天主教并成为一名虔诚的教徒。她同时信奉死者的亡魂可与活人互相交流的学说，还曾希望成为灵媒。这使她与谴责唯灵论的天主教会产生了冲突。《寂寞之井》体现了她的这两种信仰。
司提反生于圣诞夜，取了基督教第一个殉道者的名字，幼时梦想着“从某种奇特的意义她是耶稣。”当她发现幼时的热恋对象科林斯得了髌前滑囊炎，她祈祷病痛转移到自己身上：“我愿以我血洗科林斯，万能的主啊，我愿做科林斯的救世主，我爱她，愿如你般受难。”司提反孩子气的对殉难的向往预示了她后来为了玛莉的利益做出了最终自我牺牲。她为了骗玛莉离开自己实施了一个计划，瓦莱丽得知后说：“你天生是殉道的命！”独自一人留在家里的司提反看到活着的，死了的，尚未出生的同性恋挤满了房间。他们要求她替自己向上帝求情。她代表群体向上帝发出了请求：“也给我们生存的权利。”
司提反在父亲的书房读过克拉夫特·埃宾的书之后，她随意翻开了《圣经》寻找预兆，读到创世纪4:15，“耶和华就给该隐立一个记号……”霍尔在小说中用标志着耻辱和放逐的该隐的记号隐喻同性恋的处境。她以宗教论点的形式为同性恋辩护：上帝创造了同性恋，所以世人应当接纳他们。《井》一书运用的宗教意象激怒了反对者，但是霍尔将同性恋看作是上帝赋予的状态这一观点对LGBT权利语言做出了有影响力的贡献。

## 出版与同时代的反响
三个出版者称赞了《井》一书但是拒绝出版。接着hall的经纪人把手稿送给乔纳森凯普，他虽然对是否出版一本受争议的书态度谨慎，但是他看到了潜在的经济成功。凯普试着少量发行了1500本，标价15先令，价格大约是普通小说的两倍，使得它对猎奇者没那么有吸引力。由于他发现另一本以同性恋为主题的小说，康普顿·麦肯齐的《非凡女人》预定9月份出版，因而原定于1928年秋天出版的井一书提前发行。尽管后来发现这两本书很少有共同点，霍尔和凯普都把《非凡女人》当做竞争者，想在市场竞争中打败它。《井》于7月27日面世，采用了黑封面和不起眼的护封。凯普只把赠阅本寄给他认为可以冷静客观处理这个题材的报纸和杂志。
早期评价褒贬不一。有些评论家认为这部小说说教性太强，有些则认为它结构不良，包括莱昂纳多伍尔夫（Leonard Woolf），有的抱怨它庸俗伤感的风格。而其他评论家，则赞扬了它的真挚情感和艺术技巧，还有些评论家对霍尔的道德斗争给予同情。这本书出现在书店的三个星期内，没有评论呼吁查禁它或者建议这本书压根不该出版。T.P.'s Cassell's Weekly的一篇评论预见这本书会畅行无阻：“人们很难预见这本书会引起大众的沉默或嘲笑，但是每位读者都会同意哈维洛克·艾利斯先生在前言中说的， ‘这悲惨的状况无意于冒犯任何人’。”

### 周日快报活动
《周日快报》的编辑詹姆斯·道格拉斯并不同意这一观点。道格拉斯是一个虔诚的道德家，一个典型的强身派基督教徒。强身派基督教通过促进身体健康和内心刚强来达到复兴教派的目的。他在一些问题上发表的评论辞藻华丽。诸如《少女的选举》（这里是指那些30岁以下的女人投票的权利），和《现代性小说》，帮助《周日快报》在20世纪20年代晚期的发行量大战中力拔头筹。一些具有引领性的文章通过过去的一些八卦，罪犯的自白，和大人物的艳情和《周日快报》一起分享版面。
道格拉斯和《寂寞之井》的竞争开始于8月18日，周六。他们通过许多广告和在《每日快报》中的预告片许诺要揭露“一本必须要镇压的书”
在第二天他的评论中，道格拉斯写道“性别的颠倒和错乱”已经如此明显，而《井》的发表正表明了社会对于“从麻风病人中清除麻风”的需要。道格拉斯对于同性恋的性学观点是为科学的，是和基督教中关于自由意愿的教义不相符的。相反的，他宣称，同性恋是对于他们自我选择的诅咒－这就意味着其他人会因为“他们的宣传”而陷入堕落之中。总体说来，必须要保护孩子们：“我宁愿给一个小孩子氢氰酸也不愿意让他们看这本小说。毒药也许会杀死身体，但是精神上的毒药会杀死灵魂。
在被霍尔描述为一种由“瞬间的恐慌而导致的结合”的行为下，乔纳森·开普为了自己的主张给内政大臣寄去了《井》的复本，说如果内政大臣认为这本书对公众有害他就会撤销。当时的内政大臣是威廉·乔恩森－希克斯，他因当时强制取消酒精，夜店，赌博而闻名的保守人士，同时他也非常反对《公祷书》的修正译本。他只用了两天时间就做出了答复。他认为《井》“对公众有着巨大的毒害”，如果开普不自愿撤销，那么会导撤被起诉。
开普宣称他已经停止了出版，但是他秘密的将出版权给了天马出版社，他是法国的英文出版商。他的合作伙伴Wren Howard带着papier-mâché的模型去了法国，而且在9月28日的时候，天马出版社将印好的版本运往伦敦的书经销商 Leopold Hill处。随着公众需求的增加，此书的销售额也激增。但是随时《井》重返书店书架很快的引起了内政部的注意。在10月3号的时候Joynson- Hicks签署了一份法令，要求查封所有的书。
在多弗港口一船250册的书被停运，而海关署的署长将其解禁，因为他读过《井》，而且认为这是一本好书，不是一本淫秽的书。他不希望任何一方禁止它。在10月19日的时候他释放了被查封的书册，并将他们运送至Leopold Hill处，然而都市警察正拿着搜查令等在Leopold Hill处。希尔和开普被传唤至弓街治安法庭，来为为什么这本书不应该被销毁提出正当理由。

#### 反响
《星期日快报》发起的声讨一开始就引起了其他报纸的关注。一些报纸表示支持道格拉斯，其中包括《星期日纪事报》（Sunday Chronicle），《人民周报》（the People），《真理报》（Truth）。《每日新闻》（The Daily News）和《威斯敏斯特公报》（Westminster Gazette）虽然没有评价道格拉斯的行动，但是发表评论说该小说“将一个陷入堕落中的女人表现为一个牺牲品”。然而大部分英国媒体支持该小说。《民族报》（The Nation）暗示说《星期日快报》之所以发起这次声讨是因为当时正值八月，是缺少好题材的新闻缺乏期。《乡村生活报》（Country Life）和《女士画报》（Lady's Pictorial）都发表了正面评价。英国工党报纸《每日先锋报》的阿诺德·道森（Arnold Dawson）称道格拉斯为“噱头记者”（stunt journalist），他表示没有人会把这本书给孩子，也没有孩子会愿意读它，即使有人这样做了也没有任何害处。道森还发表了一篇由作家韦尔斯（H. G. Wells）和乔治·伯纳德·肖（George Bernard Shaw）所作的，针对内政部的尖刻的谴责书。道森帮助霍尔获得了全国铁路工人联盟和南威尔士矿工联盟的支持声明，以此发起了论战。
伦纳德·伍尔夫（Leonard Woolf）与福斯特共同起草了一封信，抗议对《寂寞之井》一书的压制，并且汇集了众多的支持者，其中有肖，埃利奥特（T. S. Eliot），阿诺德·班尼特（Arnold Bennett），维拉·布立（Vera Brittain）和埃塞尔·史密斯（Ethel Smyth）。根据维吉尼亚·伍尔夫的说法，该计划最终破裂是因为霍尔对措辞的坚持，她要求信中必须提到她的小说具有“艺术价值，甚至是天才之作（artistic merit — even genius）”。该小说过分伤感的浪漫主义，传统的结构，高傲的风格（使用一些冷僻词如：withal, betoken, 和hath）并不符合现代派的审美观，并非所有因为文学自由权而支持该小说的人都赞赏其艺术性。这份请愿书后来缩减为一封短信发表在《国家文艺杂志》（the Nation and Athenaeum）上，由福斯特和维吉尼亚·伍尔夫署名，重点说明审查制度对作家们的可怕影响。

### 英国审判
凯普的律师哈洛德·鲁宾斯坦（Harold Rubinstein）发出了160封信给潜在的证人。大部分人都是勉强出庭的，维吉尼亚·伍尔夫认为“他们基本都是出于作为即将拥有一对双胞胎的父亲或亲人的担心，而放下此书”。大约有40人于审判当天出庭，包括伍尔夫本人，福斯特，还有其他各色人物，如生物学家朱利安·赫胥黎（Julian Huxley），英国性学社的劳伦斯·豪斯曼（Laurence Housman），伦敦道德委员会的治安官罗伯特·卡斯特（Robert Cust），皇家艺术学院的查尔斯·里基茨（Charles Ricketts），以及东伦敦犹太教堂的犹太教祭司约瑟夫·弗雷德里克·斯特恩（Joseph Frederick Stern）。庭上并不允许他们发表对该小说的看法。根据《1857年淫褻刊物法令》（Obscene Publications Act 1857）规定，行政法官沙特尔·比隆爵士（Sir Chartres Biron）可以在不听取任何询问证词的情况下判定书籍是否属淫秽刊物，他也确实这样做了。他表示说：“我不认为人们有资格对法庭的决定表达意见。”因为霍尔本人并未受审，她没有获得为她自己辩护的权利，而凯普的高级律师诺曼·伯基特（Norman Birkett）说服她不要出庭作证。
伯基特到庭时迟到了两个小时。在他的辩词中，他试图说明《寂寞之井》一书中描述的女性间的关系实际上是纯柏拉图式的。比隆反驳道：“我自己读过这本书。” 霍尔在开庭前曾要求伯基特不要“在我们的辩词中回避性向颠倒的问题”。她利用午间休庭的机会警告伯基特如果他继续宣称该书没有女性同性恋内容，她将在法庭上站起来告诉法官事实。伯基特被迫撤回辩词，改为主张该书是高雅的，高度控制的文学精品。詹姆斯·梅尔维尔（James Melville）代表利奥波德·希尔出庭，他作了类似陈述，该书是“以敬畏的精神书写的”，并非为了鼓励色情思想，而是为了考察社会问题。该主题本身不应该被禁止，并且该书对其主题的处理是无懈可击的。
在其判词中比隆法官引用了希克林关于淫秽的标准：如果一部作品“使得对那些不道德影响不具有抵抗能力的人堕落和腐化”，这部作品就是淫秽的。他坚持该书文学价值不应作为相关因素，因为一部写得好的淫秽书籍要比一部写的差的危害更大。本书话题本身并非难以接受；一本描述“道德和行为的堕落并且包括对这些堕落的沉溺”的书可能会被接受，但是没有任何人可以否定对这种黑白颠倒的认可和容忍是淫秽的。他下令销毁该书，被告承担诉讼费用。

#### 申诉
希尔和开普上诉伦敦地方法院检察官即司法部长托马斯·英基斯普爵士要求一些生物学和医学专家以及作者罗德亚德·吉普林出庭作证。但是当吉普林在审判那天出现时，英基斯普法官告诉他不需要他出庭了。詹姆斯·梅尔威尔前一天晚上给遍访证人发电报告诉他们不要出庭。接受该上诉的十二位地方法官不得不根据英斯基普读给他们的内容了解该书内容，因为检察官拒绝提供他们印刷本。仅仅五分钟的商讨过后，他们宣布支持布隆的决定。

### 《陷入孤独》
《陷入孤独》出现在1928年下半年，是经过很多人创作的匿名押韵文社。他讽刺对《寂寞之井》态度相对的双方，但是其初期针对的目标是道格拉斯和乔因森·希克斯。“是两个好人，当然，不要考虑他们的智商”简介由记者P.R.Stephensen所写，其中认为关于《寂寞之井》的道德讨论“毫无效力”，认为哈弗洛克·艾丽斯是一个“精神病”，陷入孤独文社本身赞同同性恋来自天生这一观点。
尽管莎孚为奇怪的火所煎熬

上帝理解她，我们也应该做到，

对于这样的怪癖我们说

“这是事实，很遗憾，她生来如此”
然而，这是对霍尔作为一个和自己小说的反对者有很多共同点的严肃道德家的描述。一副插画抓住了《寂寞之井》之中的宗教牺牲主题，表现出霍尔被钉在十字架上的图像。这一图像令霍尔十分不安，她认为自己被用一幅画来表示是对神明的亵渎，出于忏悔她的下一部作品《屋子的主人》选择了宗教题材。

### 美国出版及审判
阿尔弗雷德·A出版社原本准备与英国开普同时出版《寂寞之井》，但是在开普将出版日期提前之后，阿尔弗雷德出版社发现自己准备出版的是一本在自己的国家被撤的作品。他们拒绝出版该书，并告诉霍尔他们没有办法使人们不把这本书当做色情小说。
开普把美国出版权卖给了最近成立的帕斯卡尔·科维奇和多纳德·弗瑞德出版社。弗瑞德在西奥多·德莱赛家的聚会中听说关于《寂寞之井》的流言后立即决定将其兼并。他曾经将德莱赛的一部作品《美国悲剧》交给波士顿警方，以制造一起审查案件，但是他输了官司；目前正在准备上诉，后来再次失败。他从银行贷款一万美元打败原先竞标7，500美元的另一家出版公司。随后征募美国公民权利组织创始人莫利尔·恩斯特，为该书辩护。弗雷尔德为《罪恶的抑制》邀请美国社会报记者约翰·萨克斯顿·萨姆那。从他那里直接购买印刷版，以确保自己成为起诉方，而不是出版商。他还抵达波士顿给《观察社会报》送去一本，希望双方都能加强文学审查制度，提高公开性。当两家报纸都告诉他他们看不出这么书有任何问题时，他非常沮丧。
在纽约，萨姆那和几个侦探在出版商的办公室里发现了865本印刷本，弗雷尔德因为出售淫秽书籍被处以罚款。但是科维奇和弗雷德早就将印刷厂迁出纽约以确保继续出版该书。当该案被审判时，《寂寞之井》已经印刷了 六次。尽管每本书卖到五美元－普通小说价格的两倍－但是这本书出版第一年就卖出超过１０万本。
在美国，同在英国一样，希克林淫秽标准也被引用，但是纽约地方法规定书籍应该根据他们对成年人的影响来评定，而不是根据对儿童的影响，文学价值也作为评价的相关因素。恩斯特收到大批作者的声明，包括德赛尔，欧内斯特·海明威，Ｆ·司各特·菲茨杰拉德，艾德娜·圣文森特·米莱，辛克莱·刘易斯，舍伍德· 安德森，门肯，H.L.，辛克莱，U．，艾伦·格拉斯哥和约翰·多斯帕·索斯。为了确保这些人的声音不被忽视，他在诉书中把所以人的意见集合到了一起。他以泰奥菲了·戈帝埃的《莫班小姐》为依据，该书比《寂寞之井》更加明白地揭示了同性恋关系，但是在1922年的Hasley v.纽约案中被判不具淫秽性。《寂寞之井》具有更大的社会价值因为其论调更加严肃，并且是反对误解和偏狭的好例证。

## 1928年的其它女同性恋小说
1928年，还有三部反映女同性恋题材的小说在英格兰发表，他们是：伊丽莎白·鲍恩的《旅店》，弗吉尼亚·伍尔夫的《奥兰多》和康普顿·麦肯齐的《非凡女人》。这三本书均未遭禁。像早期英国小说被批评家认定为女同性恋主题一样，人们对待《旅店》一书也是沉默不语。而《奥兰多》则更多的被现代主义者的玩世不恭所掩盖。英国内政部曾考虑检举《非凡女人》，但最后还是以缺少像《井》中那样的“热切”元素，不会激发读者接受“对此付诸实践”为由并未采取行动。麦肯齐曾想借助对其作品的审查来提高书的销量，但愿望落空。尽管在广告宣传上声称书中的一个角色是以拉德克利夫·霍尔为原型的，但还是没能如愿沾上这部倍受争议之作的光，只卖出了2000册。
第四本诞生于1928年的小说是美国作家杜娜·巴恩斯创作的《仕女年鉴》。书中不但以拉德克利夫·霍尔为原型，还有些章节一定程度上对《井》做出了回应。《仕女年鉴》是一部根据真人真事改编的长篇小说，反映了当时巴黎文艺圈女同性恋的情况。作者以一种带有古风又兼具黑色幽默的笔触生动的描绘了书中以伊万杰琳穆塞夫人出现的娜塔莉·巴涅。就像是飞利浦爵士在他的研究中担心史蒂芬一样，穆塞夫人的父亲也“身着睡衣在他的图书馆里来回的踱步”。而与飞利浦爵士不同的是，当他遇见女儿的时候，女儿满怀信心的说：“你，我的好爸爸，当你做出选择的时候......我不正是紧随你的欲望而来的吗，这难道不值得您赞美一番吗？何况您亲眼所见我做这些可没花一分钱，是不是没什么可抱怨的啊？”相较《井》一书，《侍女年鉴》对性的描写更加的大胆。全书写作风格较为隐晦，书中充斥着大量晦涩的笑话和华丽的辞藻，这些可能都是作者用以逃避审查的一些手段。其实该书无论如何也不可能受到内政部的起诉，因为这本书仅在法国以私人印刷的方式进行了小范围发行。一直到1972年才广泛流传开来。

## 对社会和后世的影响
1928年8月19日，大不列颠大法官伯肯黑德公爵颁布了一项法令，该法令以“1000名妇女中有999名从来也没听说过关于这些行为的传闻”为由将女同性恋认定为犯罪行为。实际上，自一战一来，人们对女同性恋的认识逐渐增多，但这个话题对大多数人而言依然是闻所未闻，或许大家更倾向于去忽略它的存在。《寂寞之井》第一次让同性恋成了人们茶余饭后的谈资。对《井》书的禁止反倒引来了大家对这一原本该被压制的敏感话题的关注，这让英国的审查机构对未来涉及女同性恋内容的书刊审查工作变得更加的谨小慎微。1935年，一本名为《一个女人和她的情感问题》的健康类书籍也受到了内政部的控告，之后还在内政部的备忘录出现了下面这段文字：“对《寂寞之井》的起诉的结果就是引发了大众对女同性恋问题的无限关注，如果不曾有过对它的起诉还不至于这样。这点已经是众人皆知的了。”
詹姆斯·道格拉斯用图例来指控《井》，这是一张拉德克利夫·霍尔身穿家居服，打着领结，手持香烟和单片眼镜的照片，她还穿着一条直筒的齐膝裙子。但后来《周日快报》刊登出的照片已经过严重剪裁，很难辨认她是否穿了裤子。霍尔的穿衣风格在19世纪20年代并不令人反感。短头发在当时很是流行，而贴身夹克和短裙的搭配已经是公认的时尚风范，当时的杂志会将这样的打扮说成是“严重男性化”。和霍尔一样的一些女同性恋接受了这样的衣着打扮，并将其作为是显示自己性别的标志，不过仅有极少数人能够读出其中的奥秘。伊夫林·艾伦斯是一名女同性恋记者，对比自己她把霍尔的穿衣风格定义为“相当有女人味”，他还说自从《井》出版后，卡车司机要是在街上见到穿衬衫打领带的女人就会对她大喊道：”喂，这不是拉德克利夫·霍尔小姐嘛！“。一些人对这个能引人注目的新发现表示欢迎，1932年的一次午宴上，霍尔对着全场身着模仿她穿衣风格的妇女发表了讲话。但是一份19世纪20年代至30年代针对盐湖城女同性恋的研究表明，几乎全部参与调查者都为《井》的出版感到沮丧不已，因为这引起了他们在不情愿的情况下被人们所关注。
据一项关于布法罗工人阶层女同性恋人群的研究显示，《寂寞之井》是纽约19世纪40年代至50年代唯一可供阅读或被人谈起的女同性恋题材的作品。对很多50年代的青年女同性恋来说，那是获取有关女同性恋信息的唯一渠道。在那个年代，书店和图书馆都没有专门针对同性恋题材文学的分区，《井》书的名称让它得以轻松被人们找到。一直到1994年，一篇刊载在《女权批评》杂志上的文章里这样评价《井》--”经常出现在各种故事里，而不仅是那些跟老一辈同性恋相关的“。《井》经常被人拿来戏谑：特例·卡索尔说”像很多迂腐的女同性恋一样，我会拿我大把的成人时光来开这本书的玩笑“；玛丽·雷诺曾在1938年读到了《井》，他还记得曾经对这本书的”真诚无趣性“和”不允许允许顾影自怜“百般嘲笑。诚然，该书还引起了人们强有力的情感反馈，有积极的方面，却也不乏消极的方面。有人认为《井》会一定程度上影响一名”孤独成长中的女同性恋“，一名妇女对这一观点表示气愤，她曾”在一本图书馆收藏的《井》中夹了一张字条，上面写着要告诉其他读者女人间的爱恋可以很美丽“。一名二战大屠杀幸存者感慨道：”记住那本书吧，我曾为了能亲吻另一个女人而坚持要活下去“。
在20世纪七十年代和八十年代早期，当女同性恋女权主义者拒绝接受豪尔小说中界定的女同性恋男性化和女性身份一致的想法，简·鲁尔和布兰奇·维森·库克等作家批评《孤井》把女同性恋归类于男子气概一流，就像把女同性恋生活阐述得沉闷无趣。尽管如此，小说在女性文学界仍然有支持者。值得一提的是安莉森·海妮根指出小说提高了英国公众对同性恋的认识，为日后解决男女同性恋问题扫清了道路。
在之后的批评中，更多的批评集中在小说的历史关联，但是《孤井》作为有史以来最阴沉的女同性恋小说仍然具有很强争议性。当此书的悲剧性和自责式的描述同性恋成为最受批评的地方时，很多批评家认为此书是加深了人们反同性恋的信念。
随着时间的推移，《孤井》所表达的思想和态度影响了很多读者，鲜有批评家肯定其文学价值。尽管如此，这本书仍然持续受到关注，激发了很多读者的强烈同情和共鸣，使得他们从批评言论中有了更深的了解。

## 改编版
美国女演员威灵特·克肖想要在巴黎出演了一个《孤井》的限制性戏剧。豪尔收到了一百英镑的预付，但是当她和特鲁布里奇看完克肖的演出以后，他们发现她诠释的史蒂芬过于女气。豪尔试图在法律上解约合同，但是克肖不愿意改变她的计划。这出剧在1930年9月2日公演。这部剧没有署名任何剧作家，这表示豪尔自己做了改编。事实上这出自克肖一个前夫的手笔，他把故事内容改得更积极乐观。根据报道开幕当晚情况的《纽约人报》记者珍尼特·法兰恩的描述，克肖穿着时髦的靴子和裤子，拿着短马鞭，打扮得像有心理障碍。当她换上白裙做最终发言时，她用“恳求人性的宽恕”“曾习惯于地震和谋杀”这些话试图以少数人的不幸劝导大家宽容戏剧和书本中女同性恋主人公史蒂芬·戈登。豪尔威胁要用法律途径阻止这种改编，但几天后此剧停演，这件事就不了了之。豪尔和克肖的公开冲突增加了小说的销量。
一部在女子寄宿学校上映，描写1951年法国电影《孤独井口》，由于片名相似，被美国公众误以为是《孤井》而声名狼藉。其实那部电影改编自《奥莉维亚》，现已知是多萝丝·伯西所著。这部20世纪30年代中期名噪一时的电影《孤独的孩子》被认为是受到《孤井》的启发。尽管如此，豪尔这部描写一个男性化女同性恋因为硫酸失明，被卡车撞倒，解救了被一名后卫诱骗失身的单纯天真的年幼室友的小说广为人知。一位《电影先驱报》的评论员于1937年电影在洛杉矶和《大猩猩的爱情生活》同时上映期间，以医生自称散发宣称是解释同性恋的小册子，最终他以出售诲淫文学的罪名被捕。

## 注解
1. ↑  霍爾 (Hall), 437；Munt, 213.
2. ↑  引用自霍爾 (Hall) ，313。欲查英國審判的描述以及受審理的原因，請見 Souhami, 192–241, 與 Cline, 225–267 。欲查1920年代對《寂寞之井》的爭議的詳盡調查，請見 Doan, Fashioning Sapphism 第一章。概觀則可見於 Doan & Prosser, Palatable Poison 的引言中，其同時也明列多項當代評論與反應的全文，包括《週日快報》（Sunday Express）社論與首席法官（Chief Magistrate）沙特爾·比隆（Chartres Biron）先生的法定判決。
3. ↑  欲查美國審判之詳細議論，請見 Taylor, "I Made Up My Mind" 。
4. ↑  見 Doan, Fashioning Sapphism ，第五章。
5. ↑  Cook, 718–719, 731.
6. ↑  O'Rourke 的 Reflections on the Well of Loneliness 內含一讀者反應調查。亦可參見 Love, "Hard Times and Heartaches" 。
7. 1 2  欲查批判反應與論戰之概述，請見 Doan & Prosser, Palatable Poison 的引言。
8. ↑  Souhami, 159, 172.
9. ↑  Baker, Our Three Selves, 188.
10. ↑  Souhami, 164, 171.
11. ↑  Quoted in Souhami, 181.
12. ↑  Baker, Our Three Selves, 210.
13. ↑  Hall, 13.
14. ↑  Kennedy.
15. ↑  Hall, 15.
16. ↑  Rodriguez, 274.
17. ↑  Hall, 147–149.
18. ↑  Hall, 201.
19. ↑  Green, 284–285.
20. ↑  Hall, 379.
21. ↑  Hall, 437.
22. ↑  In particular, Hall's early biographers Lovat Dickson and Richard Ormrod; their work is criticized in O'Rourke, 101–103.
23. ↑  Franks, 137; Cline, 16–20.
24. ↑  Hall, 340.
25. ↑  Franks, 137 and 139n13; Baker, Our Three Selves, 214; Souhami, 174.
26. ↑  Souhami, 166.
27. ↑  Rosner, 327–330.
28. ↑  Baker, Our Three Selves, 216, 247.
29. ↑  Hall, 271–272.
30. ↑  Hall, 387.
31. ↑  Quotation from Hall, 271. Interpretation from Medd, 241–245, and Kent, 223–224.
32. ↑  Rosner, 323–324.
33. 1 2  Souhami, 173.
34. ↑  Rosner, 323; Castle, The Apparitional Lesbian, 142–144.
35. ↑  Rosner, 324.
36. ↑  Quotation from Hall, 352; interpretation from Rodriguez, 275.
37. ↑  Hall, 356, 387.
38. ↑  Cline, 81; Doan, "Sappho's Apotheosis", 88
39. ↑  Souhami, 99.
40. ↑  Cline, 143.
41. ↑  Halberstam, 156, notes the significance of Stephen's name.
42. ↑  Hall, 21–22.
43. ↑  Munt, 202, 207.
44. ↑  Hall, 434.
45. ↑  Terry Castle discusses this scene in light of Hall's interest in spiritualism in The Apparitional Lesbian, 49–52.
46. ↑  Hall, 205.
47. ↑  Medd, 242.
48. ↑  Souhami, 167–168; Munt, 213; Stimpson, 368.
49. ↑  In his decision condemning the book, Sir Chartres Biron called the references to God "singularly inappropriate and disgusting". Biron, 48.
50. ↑  Munt, 213.
51. ↑  Cline, 235–238. For more on the practice of setting a high price for books with "dangerous" subject matter, see Cohler.
52. ↑  Baker, Our Three Selves, 208–209.
53. ↑  For example, the anonymous reviewers in Glasgow Herald, August 9, 1928, and North Mail and Newcastle Chronicle, August 11, 1928; both reprinted in Doan & Prosser, 57 and 61.
54. ↑  Doan & Prosser, "A Selection of Early Reviews", 50–73; see also Doan & Prosser, "Introduction", 4–5.
55. ↑  Doan & Prosser, 5; Souhami, 213.
56. ↑  Con O'Leary, August 11, 1928, in Doan & Prosser, 61.
57. ↑  Doan & Prosser, 10–11; Doan, 15.
58. ↑  Doan & Prosser, 11.
59. ↑  Douglas, 36–38.
60. ↑  Souhami, 194–196.
61. ↑  Cline, 247–248; Souhami, 204–206.
62. ↑  Souhami, 207–210.
63. ↑  Cline, 245–246; Doan & Prosser, 69–70.
64. ↑  Doan & Prosser, 67.
65. 1 2  Doan & Prosser, 13.
66. ↑  Cline, 246.
67. ↑  Doan, 19.
68. ↑  Franks, 94, and Cline, 252–258.
69. 1 2  Winning, 376.
70. ↑  Cline, 248–249.
71. ↑  Doan & Prosser, 14, and Souhami, 173.
72. ↑  Souhami, 211.
73. 1 2  Cline, 256–258.
74. ↑  Souhami, 225.
75. ↑  Cline, 260.
76. ↑  Souhami, 216, 225–226.
77. ↑  Souhami, 226–227.
78. ↑  Biron, 44.
79. ↑  Biron, 39–49.
80. ↑  Kitch.
81. ↑  Souhami, 233–235.
82. 1 2  Doan, "Sappho's Apotheosis", 88.
83. ↑  Doan, "Sappho's Apotheosis", 95–96.
84. ↑  Baker, Our Three Selves, 257; Cline, 280.
85. 1 2 3 4 5  Taylor, "I Made Up My Mind", passim.
86. ↑  Cline, 271.
87. 1 2  Foster, 281–287.
88. ↑  Winning, 375; Parkes.
89. ↑  Marshik.
90. 1 2  Souhami, 237.
91. ↑  Baker, Our Three Selves, 254–255.
92. ↑  Barnes, xxxi.
93. ↑  Barnes, 8. Susan Sniader Lanser notes the resemblance of this scene to The Well; Barnes, xxxv.
94. ↑  Barnes, xli–xlii.
95. ↑  Barnes, xv–xviii.
96. ↑  Doan, Fashioning Sapphism, 132–136.
97. ↑  Doan, Fashioning Sapphism, 25.
98. ↑  Whitlock, 559.
99. ↑  Baker, "How Censors Held the Line".
100. ↑  Doan, Fashioning Sapphism, 185–191.
101. ↑  Doan, Fashioning Sapphism, 114–117 and passim.
102. ↑  Langer, 45 and Elliott, 74.
103. ↑  Doan, Fashioning Sapphism, 113, 123.
104. ↑  Doan, Fashioning Sapphism, 124–125.
105. ↑  Bullough, 897.
106. ↑  "[M]ost of us lesbians in the 1950s grew up knowing nothing about lesbianism except Stephen Gordon's swagger [and] Stephen Gordon's breeches". Cook, 719.
107. ↑  O'Rourke, 115.
108. ↑  Dunn, 107.
109. ↑  Castle, "Afterword", 394; Renault, 281.
110. ↑  O'Rourke, 128.
111. ↑  Stevens.
112. ↑  Cook, 731; Doan & Prosser, 15–16; Halberstam, 146. The word "joyless" is Cook's. Walker, 21, notes the influence of The Well on butch and femme.
113. ↑  Hennegan 1982
114. ↑  Doan & Prosser, 17; Love.
115. ↑  Walker, 21.
116. ↑  Love; Newton, 90; Munt, 213.
117. ↑  "[T]o many [students], especially some younger lesbian students for whom the coming out process has been relatively painless, The Well is an affront, an out-dated, unbelievable, ugly insult to their self-image and to their self-esteem."  Hopkins. Claudia Stillman Franks said in 1982 that "very few critics have ever given the novel itself high praise. On the contrary, they often point out that stylistically, the work is marred by inflated language and stilted dialogue" (125). Doan & Prosser state that in 1990s criticism "the persistent implication is that if Hall had only been a better writer, she might have been a better modernist and certainly a better lesbian". Terry Castle, summing up a 2001 collection of essays on The Well, notes that "[t]heir authors are all in varying degree ... quick to acknowledge their own frustrations with Hall's often monstrously overwrought parable" ("Afterword", 398).
118. ↑  Doan & Prosser say that "[t]he novel continues to unsettle and provoke. Generations of feminists ... may have dismissed or celebrated the novel ... but they have never ignored it" (2). Castle refers to its "uncanny rhetorical power – a power unaffected by its manifest failures as a work of art – to activate readerly feeling ... Something in the very pathos of Stephen Gordon's torment ... provokes an exorbitant identification in us. Whoever we are, we tend to see ourselves in her." She also notes a "level of emotional seriousness and personal engagement one seldom sees" in criticism of The Well ("Afterword", 399–400).
119. ↑  Cline, 277–279, and Souhami, 250–259.
120. ↑  Flanner, 71. Kershaw's wardrobe change for the curtain speech is noted in Baker, Our Three Selves, 265.
121. ↑  Cline, 277–278.
122. ↑  Russo, 102.
123. ↑  Anon. (May 3, 1954). "New Picture （页面存档备份，存于）". Time. Retrieved on 2007-01-18.
124. ↑  Rodriguez, 40.
125. ↑  Barrios, 158–160.

## 外部連結
- 《寂寞之井》起獲之相關往來書信的摹本（页面存档备份，存于） 於 英國國家檔案館
- 瑞克里芙·霍爾創作《寂寞之井》的相關書信 於 女同志歷史檔案室
- 瑞克里芙·霍爾 於 時代在線（页面存档备份，存于），包括通信、文獻摹本與法定判決文本
- 《寂寞之井》（页面存档备份，存于），承蒙澳洲古騰堡計畫授權